# Onduloid
Unduloid (tudi onduloid) je ploskev, ki ima neničelno srednjo ukrivljenost. Dobi se kot rotacijska ploskev eliptične verižnice (vrsta rulete). Eliptično verižnico dobimo z vrtenjem elipse po stalni premici, pri tem pa zasledujemo gorišče (fokus) elipse. Krivuljo, ki smo jo dobili, še zavrtimo okoli premice. 
Naj bo {\displaystyle \operatorname {sn} (u,k)} Jacobijeva funkcija sinus in {\displaystyle \operatorname {dn} (u,k)} naj bo  normalna Jakobijeva eliptična funkcija in {\displaystyle \operatorname {F} (z,k)} naj predstavlja običajni eliptični integral prve vrste ter {\displaystyle \operatorname {E} (z,k)} naj pomeni normalni eliptični integral druge vrste. Naj bo a dolžina elipsine osi in e naj bo izsrednost elipse. Vrednost k naj bo fiksna vrednost med 0 in 1 in jo imenujmo modul. 
Za dane spremenljivke velja 
{\displaystyle \operatorname {x} (u)=-a(1-e)(\operatorname {F} (\operatorname {sn} (u,k),k)+\operatorname {F} (1,k))-a(1+e)(\operatorname {E} (\operatorname {sn} (u,k),k)+\operatorname {E} (1,k))\,}
{\displaystyle \operatorname {y} (u)=a(1+e)\operatorname {dn} (u,k)\,}